# ریچارد لیدکر
ریچارد لایدِکر (انگلیسی: Richard Lydekker; ۲۵ ژوئیهٔ ۱۸۴۹ – ۱۶ آوریل ۱۹۱۵) زمین‌شناس، جانورشناس و نویسنده کتاب‌های تاریخ طبیعی اهل انگلستان بود.

## زندگی‌نامه
ریچارد لایدِکر در میدان تاویستاک لندن به دنیا آمد. پدرش، جرارد ولف لایدِکر، وکیلی پایه یک از تباری هلندی بود. در زمان حضورش در هند بود که پدرش درگذشت. او در سال ۱۸۸۲ به انگلستان بازگشت و مسئولیت خانواده را به عهده گرفت. با لوسی دیویس، بزرگ‌ترین دختر کشیش منطقه، ازدواج کرد که نتیجه‌اش ۵ فرزند بود. مادرش، مارتا، در سال ۱۸۹۷ درگذشت.
لایدِکر در ترتینیتی کالج کمبریج تاریخ طبیعی خواند. او در سال ۱۸۷۴ به گروه اعزامی برای بررسی زمین‌شناختی هند پیوست و دربارهٔ دیرین‌شناسی مهره‌داران شمال هند (به‌ویژه کشمیر) پژوهش‌هایی انجام داد. پس از آن به موزه تاریخ طبیعی لندن پیوست و در آنجا مسئول فهرست کردن پستانداران، خزندگان و پرندگان سنگواره موزه بود که در سال ۱۸۹۱ در ۱۰ جلد به چاپ رسید. لایدِکر در علم جغرافیای زیستی نیز چهره تأثیرگذاری بود. او در سال ۱۸۹۵ مرز زیست‌جغرافیایی اندونزی را ترسیم کرد که به خط لایدِکر معروف است و مجمع‌الجزایر والاسیا در غرب را از استرالیا-گینه نو در شرق جدا می‌کند. لایدِکر در سال ۱۹۰۲ برنده مدال لایل از سوی انجمن زمین‌شناسی لندن شد.